# Un general d'artilleria
Un general d'artilleria és un oli realitzat cap a 1660 pel pintor espanyol Francisco Ricci que s'exposa al Museu del Prado, Madrid. Les seves dimensions són de 202 × 135 cm. La pintura mostra un personatge sense identificar fins ara i relacionat amb l'artilleria, en primer pla, dempeus, recolzat sobre un canó, al costat del que hi ha, en el sòl, dues bales.

## Descripció
La producció retratística de Francisco Ricci denota una gran aptitud per al gènere. Aquest retrat, de data imprecisa i identitat no determinada, es pot situar en el període central de la seva carrera, el posat del personatge, ple d'una elegància no exempta d'afectació, remet directament a Van Dyck; els models havien de conèixer i admirar l'artista. La matèria pictòrica està aplicada amb fluïditat i la gamma cromàtica és reduïda i harmoniosa, dominada pels tons castanys de la vestimenta i els verds grisosos del paisatge. El personatge apareix en primer pla, de peu, recolzant el braç esquerre a la carreta d'un canó al costat de la qual hi ha, a terra, dues bales. Amb la mà esquerra sosté un barret negre amb plomes blanques, i amb la dreta mostra, amb un posat refinat, la bengala o bastó de comandament. Porta els cabells llargs, caiguts sobre les espatlles amb un coll gros i llis, seguint la moda francesa. D'edat avançada porta al pit la venera de l'orde de Calatrava.
El personatge podria ser Andrés Cantelmo, d'ascendència italiana, que va participar en les guerres de Flandes i Catalunya (va ser governador de Luxemburg en 1637 i de Bruges en 1642 i mestre de camp general de Catalunya en 1644) i va ser recompensat en 1645 pels seus serveis amb una pensió de quatre mil ducats de renda a Nàpols. Encara que els retrats coneguts mostren poques semblances facials amb aquest i no va ser cavaller de l'orde de Calatrava. Recentment, s'ha assenyalat que la cara d'aquest general presenta una extraordinària semblança amb el del VI marquès del Carpio, don Luis Méndez de Haro (1590-1661), nebot del comte-duc d'Olivares i privat de Felip IV però les dificultats per identificar-lo com a tal són les mateixes que les dels casos anteriors: el marquès del Carpio va ser cavaller de les ordres de Santiago i Alcántara, però no de la de Calatrava, i, encara destacat militar, no sembla haver estat vinculat a l'arma d'artilleria.